# Rudolf Fickeisen
Rudolf Fickeisen (Trippstadt, 15 maggio 1885 – Ludwigshafen, 22 luglio 1944) è stato un canottiere tedesco, vincitore della medaglia d'oro nel quattro con a Stoccolma 1912 insieme al fratello Otto, Albert Arnheiter, Hermann Wilker e Otto Maier.

## Palmarès
- Giochi olimpici

Stoccolma 1912: oro nel quattro con.